# Маркарян, Арсен Ашотович
Арсе́н Ашо́тович Маркаря́н (также Джагаспаня́н; род. 21 марта 1995, Самара) — российский блогер, инфобизнесмен и коуч, известный своими противоречивыми взглядами и высказываниями.

## Биография

### Детство и юношество
Арсен Маркарян родился 21 марта 1995 года в Самаре, в семье строителя высшей категории Ашота Сергеевича и учительницы армянского языка Силвы Мхитаровны. В семье был старший брат Армен, на три года старше Арсена. Те, кто учился в школе с Маркаряном, утверждают, что Арсен был популярен среди сверстников, встречался с «самоуверенными и сильными девчонками» и не проявлял в те годы сексизма.
Кроме того, он сталкивался с дискриминацией по национальному признаку, часто подвергаясь нападкам со стороны местных скинхедов. Это побудило его заняться спортом, и он записался в секцию рукопашного боя.
Маркарян утверждает, что участвовал во множестве спортивных соревнований и получил большое количество наград. По его словам, в 2011 году он стал вице-чемпионом мира по муай-тай. Однако эта информация не подтверждена официальными источниками, и он не приводит доказательств своих успехов.
После поездки в Таиланд, впечатлённый рационом местных жителей, Маркарян начал изучать вегетарианство, веганство и сыроедение. Постепенно, со слов самого Маркаряна, он перешёл на рацион, состоящий только из свежих овощей, фруктов и суперфудов.

### Блогерская деятельность
Маркарян начал свою карьеру как блогер в 2014 году, фокусируясь на сыроедении и здоровом образе жизни, не являясь при этом дипломированным диетологом. Его первый значимый проект — курс «Testosterone Release», посвящённый биохакингу и повышению уровня тестостерона у мужчин. С течением времени тематика его блога расширилась до более общих вопросов личностного роста и философии жизни. В 2017 году блогер запустил вебинар «Шлюхоброня 2.0» по противостоянию женским манипуляциям. Основной аудиторией Маркаряна стали мужчины, стремящиеся к личностному росту и успеху. Его резкие высказывания о женщинах и социальных институтах привлекли внимание как сторонников, так и критиков. 
Основной доход Маркарян получает от подписок на его закрытый Telegram-канал, доступ к которому стоит 1,5 тысячи рублей в месяц. По его словам, количество подписчиков этого канала составляет около 55 тысяч человек, что приносит ему значительный доход. Один из YouTube-блогеров, вступивший в этот канал, посчитал, что там Маркарян разводит подписчиков на деньги, «скармливая плацебо под названием саморазвитие, советует относительно очевидные вещи вперемешку с полным бредом, построенным на упрощении медицины, и продаёт БАДы втридорога».

## Взгляды
Арсен Маркарян известен своими мизогинными взглядами. Он утверждает, что женщины уступают мужчинам как физически, так и интеллектуально, но превосходят их в психологических манипуляциях. Маркарян считает, что мужчины должны осознать свою уникальность, избавиться от комплексов и научиться ставить женщин на своё место с помощью аргументов и убеждений, а не силы. Маркарян утверждает, что общество устроено так, что мальчиков «зомбируют» ещё в детстве, внушая им необходимость защищать «слабых» девочек. Он призывает мужчин не поддаваться манипуляциям женщин и ставить их на место с помощью рациональных аргументов. Его риторика вызвала критику со стороны многих пользователей интернета и СМИ, однако нашла отклик у некоторых мужчин, которые разделяют его взгляды на взаимоотношения полов. Маркаряна сравнивают с другими известными мизогинами, такими как Владислав Поздняков и Алексей Поднебесный. Радикальные взгляды Маркаряна, озвучиваемые в многочисленных интервью, сделали его объектом шуток со стороны интернет-пользователей, которые из-за внешности блогера дали ему прозвище «Мизогимли».

## Уголовное преследование
В январе 2025 года Московская прокуратура заявила, что инициировала уголовное преследование Арсена Маркаряна. Ведомство обнаружило в интервью Маркаряна призывы «к осуществлению террористической деятельности» на территории России «с использованием беспилотных летательных аппаратов».